# Willemsbrücke
Die Willemsbrücke (niederländisch Willemsbrug) ist neben der Erasmusbrug und der Van Brienenoordbrug eine der drei großen Brücken Rotterdams, die über die Nieuwe Maas führen. Es handelt sich um eine auf zwei großen Pylonen stehende, 356 Meter lange Schrägseilbrücke. Sie verbindet das Zentrum der Stadt mit der Insel Noordereiland, während auf der anderen Seite die kleine Koninginnebrug die Insel mit den Stadtteilen Kop van Zuid und Feijenoord verbindet. Lange Zeit galt sie als „Golden Gate Bridge von Rotterdam“, was sowohl an ihrer roten Farbe lag als auch an der Tatsache, dass sie bis zum Bau der Erasmusbrug die letzte Brücke vor der Mündung war. Das Bauwerk befindet sich bei Rhein-Kilometer 999,75 und Kilometer 10,40 der niederländischen Wasserstraße 102 (Nieuwe Maas–Nieuwe Waterweg–Maasmond), die bei Kilometer 46,17 in der Nordsee endet.

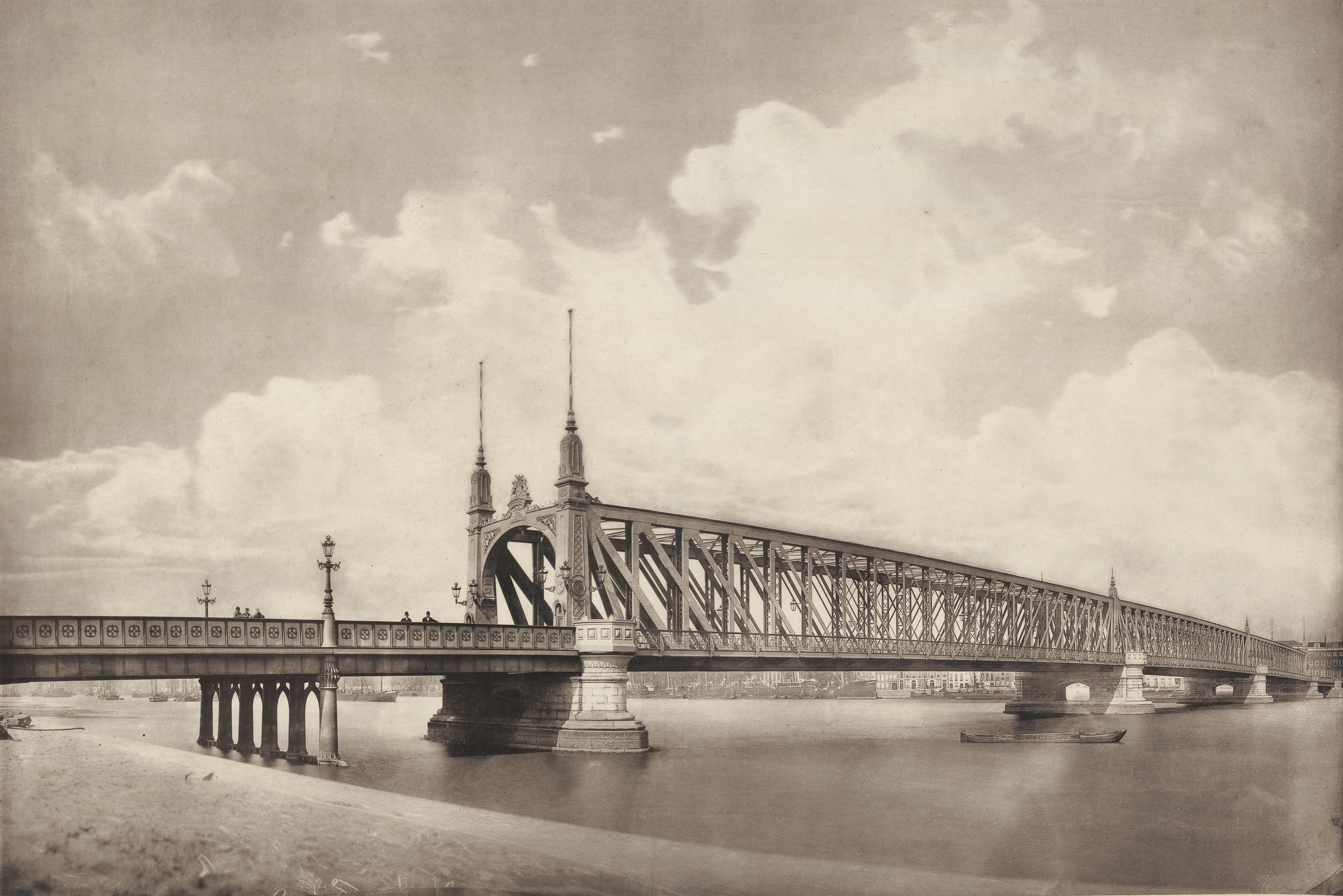
Die alte Willemsbrücke von Osten, 1878

Die ursprüngliche Willemsbrug wurde bereits im Jahr 1878 fertiggestellt und nach dem damals amtierenden König Willem III. benannt. Reste dieser Brücke sind immer noch in der Nieuwe Maas zu sehen.
Die zweite Willemsbrug war im Zweiten Weltkrieg Schauplatz erbitterter Kämpfe zwischen Deutschen und Niederländern, welche die Willemsbrug und die nahe gelegene Eisenbahnbrücke De Hef (heute stillgelegt) mit aller Macht zu verteidigen versuchten. Diese Brücke wurde im Jahr 1983, kurz nach der Einweihung der heutigen Version, stillgelegt und später abgerissen.
Die heutige zweite Version von C. Veerling wurde im Jahr 1981 eingeweiht. Sie wird auch „Nieuwe Willemsbrug“ genannt. Heutzutage spielt die Willemsbrug nicht mehr die dominierende Rolle wie in ihren Anfangszeiten, nachdem sie durch den Maastunnel (1942), den Beneluxtunnel (1967) und die Erasmusbrücke (1996) entlastet wurde; trotzdem ist sie immer noch eines der wichtigsten Elemente im Rotterdamer Straßenverkehr.
Am 1. Juli 2020 wurde die Brücke beschädigt, als das deutsche Containerschiff Rhenus mit der Brücke kollidierte.
Im März 2024 wurde sie vom deutschen Binnenschiff Monika Deymann gerammt.

## Belege
1. ↑  Wilfried Roggendorf: Schiff der Harener Reederei Deymann rammt Brücke in Rotterdam | NOZ. 1. März 2024, abgerufen am 6. März 2024.
2. ↑  Kapitän unterschätzt Höhe: Deutsches Schiff hängt unter Brücke fest. 5. März 2024, abgerufen am 6. März 2024.